# 常驻联合国代表
常驻联合国代表，又名常驻联合国大使（英語：Permanent Representative to the United Nations，简称UN ambassador），是全世界各国派遣驻守联合国纽约总部的代表或大使，也包括各国驻联合国日内瓦办事处、维也纳办事处、内罗毕办事处的代表和大使。
许多国家，包括美国，把它们的联合国常驻代表称作“联合国大使”。尽管常驻代表相当于“大使”级别的外交官銜，但是它是派驻在国际组织，并不是代表国家元首或一个政府首脑的全权大使。

## 概述
常驻联合国代表，例如：联合国经济及社会理事会的各国代表。
联合国教科文组织由常駐代表擔任館長。然而，也有联合国教科文组织的亲善大使，如很多美国名人作为联合国教科文组织的亲善大使，他们来自一个特定的国家，同类型的还有联合国难民署亲善大使。
常驻联合国代表有时称作常驻联合国大使。然而，术语“大使”更常用来描述每个国家的政府官员，他们的任务就是处理本国和另一个国家的事务。